# Scottish Football League First Division
De Scottish Football League First Division was de Schotse tweede voetbalklasse sinds de invoering van de Schotse voetbalpiramide tussen 1975 en 2013. De competitie werd opgevolgd door de Scottish Championship.
De divisie telde 10 teams en elk jaar kon de winnaar promoveren naar de Scottish Premier League als deze voldoet aan door de Scottish Football Association gestelde criteria om in eerste te spelen. Nummer 10 van de rangschikking degradeerde sowieso en nummer 9 speelde een play-off met een club uit de Scottish Football League Second Division voor een plaats in het volgende seizoen.

## Kampioenen
- 1975 - 1976 - Partick Thistle FC
- 1976 - 1977 - St. Mirren FC
- 1977 - 1978 - Morton FC
- 1978 - 1979 - Dundee FC
- 1979 - 1980 - Heart of Midlothian FC
- 1980 - 1981 - Hibernian FC
- 1981 - 1982 - Motherwell FC
- 1982 - 1983 - St. Johnstone FC
- 1983 - 1984 - Morton FC
- 1984 - 1985 - Motherwell FC
- 1985 - 1986 - Hamilton Academical FC
- 1986 - 1987 - Morton FC
- 1987 - 1988 - Hamilton Academical FC
- 1988 - 1989 - Dunfermline Athletic FC
- 1989 - 1990 - St Johnstone FC
- 1990 - 1991 - Falkirk FC
- 1991 - 1992 - Dundee FC
- 1992 - 1993 - Raith Rovers FC
- 1993 - 1994 - Falkirk FC
- 1994 - 1995 - Raith Rovers FC
- 1995 - 1996 - Dunfermline Athletic FC
- 1996 - 1997 - St Johnstone FC
- 1997 - 1998 - Dundee FC
- 1998 - 1999 - Hibernian FC
- 1999 - 2000 - St. Mirren FC
- 2000 - 2001 - Livingston FC
- 2001 - 2002 - Partick Thistle FC
- 2002 - 2003 - Falkirk FC
- 2003 - 2004 - Inverness Caledonian Thistle FC
- 2004 - 2005 - Falkirk FC
- 2005 - 2006 - St. Mirren FC
- 2006 - 2007 - Gretna FC
- 2007 - 2008 - Hamilton Academical FC
- 2008 - 2009 - St Johnstone FC
- 2009 - 2010 - Inverness Caledonian Thistle FC
- 2010 - 2011 - Dunfermline Athletic FC
- 2011 - 2012 - Ross County FC
- 2012 - 2013 - Partick Thistle FC

Premiership · Championship · League One · League Two · Scottish Cup · Scottish League Cup

Amateurs · Schotse voetbalbond · Nationaal elftal
Albanië · 
Andorra · 
Armenië · 
Azerbeidzjan · 
België (tot 2016 / vanaf 2016) ·
Bhutan ·
Bosnië-Herzegovina (BiH) · 
Bosnië-Herzegovina (RS) · 
Bulgarije · 
Curaçao · 
Cyprus · 
Denemarken · 
Duitsland · 
Engeland · 
Estland · 
Faeröer · 
Finland · 
Frankrijk · 
Georgië · 
Gibraltar · 
Griekenland · 
Hongarije · 
Ierland · 
IJsland · 
Israël · 
Italië · 
Kazachstan · 
Kosovo · 
Kroatië · 
Letland · 
Litouwen · 
Luxemburg · 
Malta · 
Moldavië · 
Montenegro · 
Nederland · 
Noord-Ierland · 
Noord-Macedonië · 
Noorwegen · 
Oekraïne · 
Oostenrijk · 
Polen · 
Portugal · 
Roemenië · 
Rusland · 
Schotland · 
Servië · 
Servië en Montenegro (FR Joegoslavië) ·
Slovenië · 
Slowakije · 
Sovjet-Unie · 
Spanje · 
Tsjechië · 
Tsjecho-Slowakije ·
Turkije · 
Turkse Republiek Noord-Cyprus · 
Wales (Noord) · 
Wales (Zuid) · 
Wit-Rusland · 
Zweden · 
Zwitserland